# Wäschenbeuren
Wäschenbeuren é um município da Alemanha, no distrito de Göppingen, na região administrativa de Estugarda , estado de Baden-Württemberg.